# 九州さが大衆文学賞
九州さが大衆文学賞（きゅうしゅうさがたいしゅうぶんがくしょう）は、九州さが大衆文学賞委員会（九州電力、佐賀銀行、ミサワホーム佐賀、佐賀新聞社）が主催し、佐賀県・佐賀市が後援する短編推理小説、歴史小説、時代小説の公募新人文学賞。
晩年を佐賀で過ごした推理作家、笹沢左保（1930年 - 2002年）の提唱によって1993年に創設された。2002年10月に笹沢が逝去して以降は、その業績を記念し、大賞を笹沢左保賞としている。
第24回の大賞選出をもって幕を閉じた。

## 概要
未発表の短編推理小説、歴史・時代小説を募集する。枚数は、推理小説は400字詰め原稿用紙換算90枚以内、歴史・時代小説は400字詰め原稿用紙換算70枚以内。
大賞（第10回より笹沢左保賞）には賞金100万円、佳作には賞金10万円、奨励賞（佐賀県内優秀作）には賞金5万円が与えられ、またそれぞれ盾が贈られる。

## 主な受賞者
九州さが大衆文学賞を受賞後、著名な賞を受賞してデビューした作家は以下の通りである。
- 1996年 第3回大賞 永井するみ（1996年、第18回小説推理新人賞および第1回新潮ミステリー倶楽部賞受賞）
- 1996年 第3回奨励賞 山本甲士（1996年、第16回横溝正史賞優秀作）
- 1998年 第5回大賞 海月ルイ（1998年、第37回オール讀物推理小説新人賞受賞、2002年、第19回サントリーミステリー大賞大賞および読者賞受賞）
- 2000年 第7回佳作 緑川聖司（2003年、第1回日本児童文学者協会長編児童文学新人賞佳作）
- 2002年 第9回佳作 植松三十里（2003年、第27回歴史文学賞受賞、2009年、第28回新田次郎文学賞および第15回中山義秀文学賞受賞）
- 2005年 第12回大賞 梶よう子（2008年、第15回松本清張賞受賞）
- 2016年 第23回大賞 今村翔吾（2021年、第166回直木三十五賞受賞）

ほかにも、第6回（1999年）佳作の松村比呂美、第10回（2003年）大賞の今井絵美子、第12回（2005年）佳作の篠綾子が受賞後に書籍を刊行している。
また、第4回（1997年）佳作の山崎秀雄は、受賞以前の1991年に同名義で第2回ハヤカワ・ミステリ・コンテストに入選しており、九州さが大衆文学賞受賞後には天乃辺哲名義で新風舎より書籍を刊行している。ほかに新風舎から書籍を刊行した受賞者に第5回（1998年）佳作の間宮弘子がいる。
第15回（2008年）大賞の上野房江は、受賞以前の2000年に本名の清水芽美子名義で第39回オール讀物推理小説新人賞を受賞している。

## 選考委員
- 第1回 - 第8回 : 笹沢左保、森村誠一、夏樹静子
- 第9回 : 笹沢左保、森村誠一、夏樹静子、北方謙三
- 第10回 - 第23回 : 森村誠一、夏樹静子、北方謙三
- 第24回 : 森村誠一、北方謙三、林真理子

## 受賞作リスト
大賞は第10回（2003年）以降、笹沢左保賞とされている。大賞作品は佐賀新聞および『小説NON』（祥伝社）に掲載される。また、最近の大賞受賞作は九州さが大衆文学賞の公式サイト上でも読むことができる。
佐賀県からの応募者のみ、地域名を示す。年は結果の発表年。毎回、11月に締め切り、翌年3月に結果を発表する。
| 回（年）         | 応募数 | 賞              | 受賞作                                   | 著者                       | 掲載                             |
| ---------------- | ------ | --------------- | ---------------------------------------- | -------------------------- | -------------------------------- |
| 第1回（1994年）  | 475編  | 大賞            | 「平成世直し老人会」                     | チャーリー・武藤           | 『小説宝石』1994年7月号          |
| 第1回（1994年）  | 475編  | 佳作            | 「或る『ウルトラマン』伝」               | 目野展也                   |                                  |
| 第1回（1994年）  | 475編  | 佳作            | 「大山椒魚」                             | 平原夏樹                   |                                  |
| 第2回（1995年）  | 227編  | 大賞            | 「おたすけレディ」                       | 千葉鈴香                   | 『別冊小説宝石』1995年           |
| 第2回（1995年）  | 227編  | 佳作            | 「風花に哭く」                           | 池田陽一                   |                                  |
| 第2回（1995年）  | 227編  | 佳作            | 「逃げ水」                               | 鈴木誠司                   |                                  |
| 第2回（1995年）  | 227編  | 奨励賞          | 「探偵物語」                             | 中村みゆき（佐賀市）       |                                  |
| 第3回（1996年）  | 240編  | 大賞            | 「マリーゴールド」                       | 永井するみ                 | 『別冊小説宝石』1996年初夏号     |
| 第3回（1996年）  | 240編  | 佳作            | 「消えた遊び人」                         | 飯島一次                   |                                  |
| 第3回（1996年）  | 240編  | 奨励賞          | 「ぺ天使たちのひみつ」                   | 山本甲士（佐賀市）         |                                  |
| 第4回（1997年）  | 234編  | 大賞            | 「死んでもいい」                         | 折田裕（多久市）           | 『別冊小説宝石』1997年爽秋特別号 |
| 第4回（1997年）  | 234編  | 佳作            | 「重すぎるトランク」                     | 天乃辺哲                   |                                  |
| 第5回（1998年）  | 253編  | 大賞            | 「シガレット・ロマンス」                 | 海月ルイ                   | 『別冊小説宝石』1998年爽秋特別号 |
| 第5回（1998年）  | 253編  | 佳作            | 「埋み火」                               | 間宮弘子                   |                                  |
| 第5回（1998年）  | 253編  | 佳作            | 「肥前松浦党異聞」                       | 渡辺治之                   |                                  |
| 第5回（1998年）  | 253編  | 奨励賞          | 「巨石伝説」                             | 坂井健二（佐賀市）         |                                  |
| 第6回（1999年）  | 257編  | 大賞            | 「タイムカプセル」                       | 川名さちよ                 |                                  |
| 第6回（1999年）  | 257編  | 佳作            | 「ヒモはつらい」                         | 桐山喬平                   |                                  |
| 第6回（1999年）  | 257編  | 佳作            | 「メッセージ」                           | 松村比呂美                 |                                  |
| 第7回（2000年）  | 306編  | 大賞            | 「桜田門外のライター」                   | 大塚俊英                   | 『小説NON』2000年8月号           |
| 第7回（2000年）  | 306編  | 佳作            | 「偽書」                                 | 辻沢恭二                   |                                  |
| 第7回（2000年）  | 306編  | 佳作            | 「冤罪の構造」                           | 緑川聖司                   |                                  |
| 第7回（2000年）  | 306編  | 奨励賞          | 「平五郎の初陣」                         | なべしげる（佐賀市）       |                                  |
| 第8回（2001年）  | 263編  | 大賞            | 「雨の柩」                               | 小沢真理子                 | 『小説NON』2001年7月号           |
| 第8回（2001年）  | 263編  | 佳作            | 「配流」                                 | 河崎守和                   |                                  |
| 第8回（2001年）  | 263編  | 佳作            | 「銀がたき」                             | 雨神音矢                   |                                  |
| 第8回（2001年）  | 263編  | 奨励賞          | 「欠落」                                 | 多岐わたる（伊万里市）     |                                  |
| 第9回（2002年）  | 256編  | 大賞            | 「でびっとぺてろざうるす」               | 麻見展子                   | 『小説NON』2002年7月号           |
| 第9回（2002年）  | 256編  | 佳作            | 「まれびと奇談」                         | 植松三十里                 |                                  |
| 第9回（2002年）  | 256編  | 佳作            | 「伝い石」                               | 近藤善太郎                 |                                  |
| 第9回（2002年）  | 256編  | 奨励賞          | 「シスター」                             | 江口陽一（武雄市）         |                                  |
| 第10回（2003年） | 240編  | 大賞 笹沢左保賞 | 「小日向源伍の終わらない夏」             | 今井絵美子                 | 『小説NON』2003年7月号           |
| 第10回（2003年） | 240編  | 佳作            | 「麝香ねずみ」                           | 指方恭一郎                 |                                  |
| 第10回（2003年） | 240編  | 佳作            | 「官報を読む男」                         | 古澤健太郎                 |                                  |
| 第10回（2003年） | 240編  | 奨励賞          | 「殺生佛」                               | 久島達也（三養基郡上峰町） |                                  |
| 第11回（2004年） | 326編  | 大賞 笹沢左保賞 | 「首」                                   | 指方恭一郎                 | 『小説NON』2004年8月号           |
| 第11回（2004年） | 326編  | 佳作            | 「お鼻番 北前すず」                      | 服部素女                   |                                  |
| 第11回（2004年） | 326編  | 奨励賞          | 「風化せず」                             | 松隈一馬（鳥栖市）         |                                  |
| 第12回（2005年） | 244編  | 大賞 笹沢左保賞 | 「い草の花」                             | 梶よう子                   | 『小説NON』2005年7月号           |
| 第12回（2005年） | 244編  | 佳作            | 「虚空の花」                             | 篠綾子                     |                                  |
| 第12回（2005年） | 244編  | 佳作            | 「茶わん屋稼業」                         | 河崎守和                   |                                  |
| 第12回（2005年） | 244編  | 奨励賞          | 「『葉隠』抜き書 切腹な痛かばんた」      | 木塚昌宏（佐賀市）         |                                  |
| 第13回（2006年） | 246編  | 大賞 笹沢左保賞 | 「華吉屋縁起」                           | 井上順一                   | 『小説NON』2006年7月号           |
| 第13回（2006年） | 246編  | 佳作            | 「瞳」                                   | 水城亮                     | 『小説NON』2006年7月号           |
| 第13回（2006年） | 246編  | 佳作            | 「萩焼異聞」                             | 馬場信浩                   |                                  |
| 第13回（2006年） | 246編  | 奨励賞          | 「海峡に陽は昇る」                       | 西村しず代（佐賀県）       |                                  |
| 第14回（2007年） | 279編  | 大賞 笹沢左保賞 | 「お試し期間」                           | 水城亮                     | 『小説NON』2007年8月号           |
| 第14回（2007年） | 279編  | 佳作            | 「駿河守述懐」                           | 中村智子（佐賀県）         | 『小説NON』2007年8月号           |
| 第14回（2007年） | 279編  | 奨励賞          | 「葉隠聞書き」                           | 佐藤俊治（佐賀県）         |                                  |
| 第15回（2008年） | 245編  | 大賞 笹沢左保賞 | 「希釈空間」                             | 清水芽美子                 | 『小説NON』2008年7月号           |
| 第15回（2008年） | 245編  | 佳作            | 「それがし」                             | 服部素女                   | 『小説NON』2008年9月号           |
| 第16回（2009年） | 242編  | 大賞 笹沢左保賞 | 「相続相撲」                             | 一本木凱                   | 『小説NON』2009年7月号           |
| 第16回（2009年） | 242編  | 佳作            | 「不切方形一枚折り」                     | 矢的竜                     | 『小説NON』2009年10月号          |
| 第16回（2009年） | 242編  | 奨励賞          | 「七五郎略伝」                           | 田中希彦                   |                                  |
| 第17回（2010年） | 267編  | 大賞 笹沢左保賞 | 「毒薬」                                 | 大橋紀子                   | 『小説NON』2010年7月号           |
| 第17回（2010年） | 267編  | 大賞 笹沢佐保賞 | 「履歴」                                 | 遊部香                     | 『小説NON』2010年8月号           |
| 第17回（2010年） | 267編  | 奨励賞          | 「胎児の記憶」                           | 白石すみほ（唐津市）       |                                  |
| 第18回（2011年） | 303編  | 大賞 笹沢左保賞 | 「狂い能」                               | 佐藤学                     | 『小説NON』2011年7月号           |
| 第18回（2011年） | 303編  | 佳作            | 「伝えられた心」                         | 小山鎮男                   | 『小説NON』2011年8月号           |
| 第18回（2011年） | 303編  | 奨励賞          | 「鯨唄」                                 | 小栁義則（小城市）         |                                  |
| 第19回（2012年） | 261編  | 大賞 笹沢左保賞 | 「足軽塾大砲顛末」                       | 東圭一                     | 『小説NON』2012年7月号           |
| 第19回（2012年） | 261編  | 佳作 奨励賞     | 「らんぐざあむ くらふてぃぐ ろーぺんと」 | 板倉充伸（唐津市）         | 『小説NON』2012年8月号           |
| 第20回（2013年） | 293編  | 大賞 笹沢左保賞 | 「玄鳥がいた頃」                         | 若江克己                   | 『小説NON』2013年7月号           |
| 第20回（2013年） | 293編  | 奨励賞          | 「睡蓮の鉢」                             | 井藤貴子（佐賀市）         |                                  |
| 第21回（2014年） | 283編  | 大賞 笹沢左保賞 | 「封じ手」                               | 松本茂樹                   | 『小説NON』2014年7月号           |
| 第21回（2014年） | 283編  | 佳作            | 「慶応三年パリ、 佐賀の風が吹いた」      | 中村弘行                   |                                  |
| 第21回（2014年） | 283編  | 奨励賞          | 「羞天」                                 | 田島巧仁（吉野ヶ里町）     |                                  |
| 第22回（2015年） | 275編  | 大賞 笹沢左保賞 | 「老虎の檻」                             | 山口昌志                   | 『小説NON』2015年7月号           |
| 第22回（2015年） | 275編  | 佳作            | 「浮かぶ瀬も吉原」                       | 原里佳                     |                                  |
| 第22回（2015年） | 275編  | 奨励賞          | 「誘惑の土曜日」                         | 佐嘉栄一（佐賀市）         |                                  |
| 第23回（2016年） | 257編  | 大賞 笹沢左保賞 | 「狐の城」                               | 今村翔吾                   | 『小説NON』2016年7月号           |
| 第23回（2016年） | 257編  | 佳作            | 受賞作なし                               |                            |                                  |
| 第23回（2016年） | 257編  | 奨励賞          | 「半夏生の百合」                         | 龍崎豪（佐賀市）           |                                  |
| 第24回（2017年） | 324編  | 大賞 笹沢左保賞 | 「敗北宣言」                             | 石川和男                   | 『小説NON』2017年7月号           |
| 第24回（2017年） | 324編  | 佳作            | 「破談お受け候のち」                     | 飯島隆                     |                                  |
| 第24回（2017年） | 324編  | 奨励賞          | 「青い簪と夏の手紙」                     | 原口莉緒（鳥栖市）         |                                  |

## 作品集
九州さが大衆文学賞委員会により、大賞受賞作の作品集が作成されている。
2013年9月現在、第13 - 17回の作品を収録した作品集が有料で頒布されている。